# Indianin w kredensie
Indianin w kredensie (ang. The Indian in the Cupboard, 1995) – amerykański film familijny wyprodukowany przez Columbia Pictures i Paramount Pictures w reżyserii Franka Oza. Zrealizowany na podstawie książki Lynne Reid Banks wydanej w 1980 roku pod tym samym tytułem.

## Opis fabuły
Mały Omri (Hal Scardino) obchodzi dziewiąte urodziny. Z tej okazji jego brat ofiarowuje mu drewnianą szafkę, a serdeczny przyjaciel Patrick (Rishi Bhat), figurkę przedstawiającą indiańskiego wojownika. Wieczorem Omri robi porządki i zamyka Indianina w szafce. W nocy budzą go dziwne odgłosy. Omri otwiera drzwiczki mebla i ze zdziwieniem odkrywa, że Indianin ożył i teraz każe nazywać się Małym Niedźwiedziem. Omri i czerwonoskóry (Litefoot) zostają przyjaciółmi.

## Obsada
- Hal Scardino – Omri
- Rishi Bhat – Patrick
- Litefoot – Mały Niedźwiedź
- Vincent Kartheiser – Gillon
- Sakina Jaffrey – Lucy
- David Keith – Boo-hoo Boone
- Steve Coogan – Tommy Atkins
- Lindsay Crouse – Jane
- Richard Jenkins – Victor
- Nestor Serrano – nauczyciel
- George Randall – Wódz Indian
- Stephen Morales – Kiron
- Juliet Berman – Tina
- Beni Malkin – Ramon
- Christopher Moritz – Sam
- Cassandra Brown – Emily
- Ryan Olson – Adiel